# Щёлк

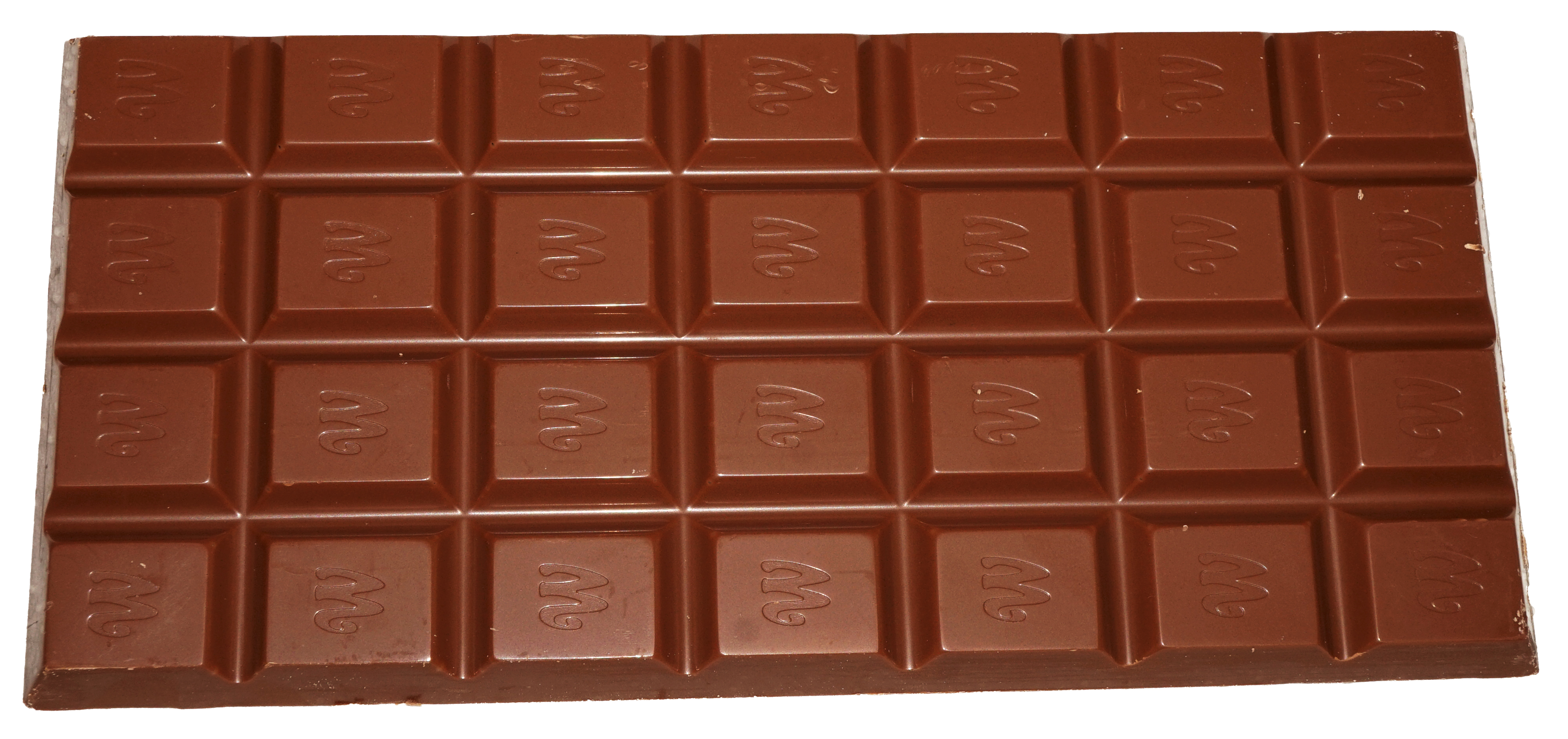
Плитка шоколада 7 × 4 — один из вариантов поля для игры в Щёлк

«Щёлк»:407 (от англ. Chomp) — математическая игра, заключающаяся в поедании двумя игроками плитки шоколада по определённым правилам. 
Современная геометрическая формулировка игры была придумана Дэвидом Гейлом в 1974 году, а более ранняя арифметическая — Фредериком Шухом в 1952 году. Англоязычное название Chomp — буквально означающее «Чавк» (от «чавкать») — придумал Мартин Гарднер.

## Геометрическая версия
Поле игры «Щёлк» — прямоугольная плитка шоколада; двое игроков по очереди выбирают одну дольку и съедают вместе со всеми дольками выше и правее её. Проигрывает тот игрок, который съедает «отравленную» левую нижнюю дольку:407.
Ниже приведён пример игры на поле 5 × 3: «отравленная» долька отмечена красным, а съедаемые игроком дольки — пунктиром.
| Начало игры       |  | Первый игрок      |  | Второй игрок      |  | Первый игрок |  | Второй игрок |
| ----------------- |  | ----------------- |  | ----------------- |  | ------------ |  | ------------ |
| o · o · o · o · o |  | o · o · o · o     |  | o                 |  | o            |  |              |
| o · o · o · o · o |  | o · o · o · o     |  | o · o · o · o     |  | o            |  |              |
| x · o · o · o · o |  | x · o · o · o · o |  | x · o · o · o · o |  | x            |  | x            |

В этом примере первый игрок вынужден съесть «отравленную» дольку и потому проигрывает.

## Арифметическая версия

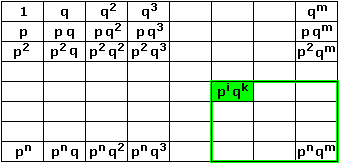
Поле для случая (другая версия — верх и низ отражены).

Игру «Щёлк» можно переформулировать арифметически: изначально загадано натуральное число {\displaystyle n}; двое игроков по очереди называют делители {\displaystyle n_{1},n_{2},\ldots } числа {\displaystyle n}, которые не являются кратными уже названных {\displaystyle n_{i}}. Проигрывает игрок, вынужденный назвать число 1.
Для чисел {\displaystyle N} с факторизацией {\displaystyle p^{k}q^{l}}, то есть имеющих только два простых делителя, арифметическая версия сводится к геометрической в прямоугольнике (k+1) × (l+1). При этом делителям соответствуют дольки, запрещённым делителям — съеденные дольки, числу 1 — «отравленная» долька, см. таблицу ниже.
| 9 | 18 | 36 | 72 | 144 |
| 3 | 6  | 12 | 24 | 48  |
| 1 | 2  | 4  | 8  | 16  |

## Анализ игры
С точки зрения теории игр, «Щёлк» — беспристрастная детерминированная игра с полной информацией. Кроме того, в игре конечное число состояний, а потому из общих утверждений теории игр следует, что у одного из игроков должна быть выигрышная стратегия.
Заимствование стратегии позволяет показать, что выигрышная стратегия есть у первого игрока (кроме случая поля 1 × 1), однако доказательство неконструктивно. В частности, допустим, что у второго игрока существует выигрышная стратегия и докажем, что у первого игрока она также есть, предположив, что первым ходом первый игрок съел только правую верхнюю дольку и рассмотрел ход второго игрока, ведущий к выигрышной стратегии; тогда первый игрок может сам сделать такой первый ход, тем самым «позаимствовав» стратегию второго игрока. Значит, у второго игрока не может быть выигрышной стратегии, а потому она есть у первого:410.
По состоянию на 1974 год, известны выигрышные стратегии первого только для частных форм поля:408:
1. Поле квадратно. Первым ходом первый игрок должен откусить квадрат со стороной на один меньше; останутся две полоски шириной 1, соединённые по одной дольке в форме перевёрнутой буквы «Г». Далее первый игрок должен симметрично повторять ходы второго[1]:408.
2. Поле имеет форму 2 × n. Первым ходом первый игрок должен откусить правую верхнюю дольку. Далее, после каждого хода второго игрока он должен восстанавливать ситуацию, чтобы в нижней строке было на одну дольку больше[1]:410.

Также на компьютере найдены выигрышные стратегии для небольших размеров поля. Наименьший известный размер поля, для которого выигрышная стратегия не единственна — (8, 10).